# Hongan-ji

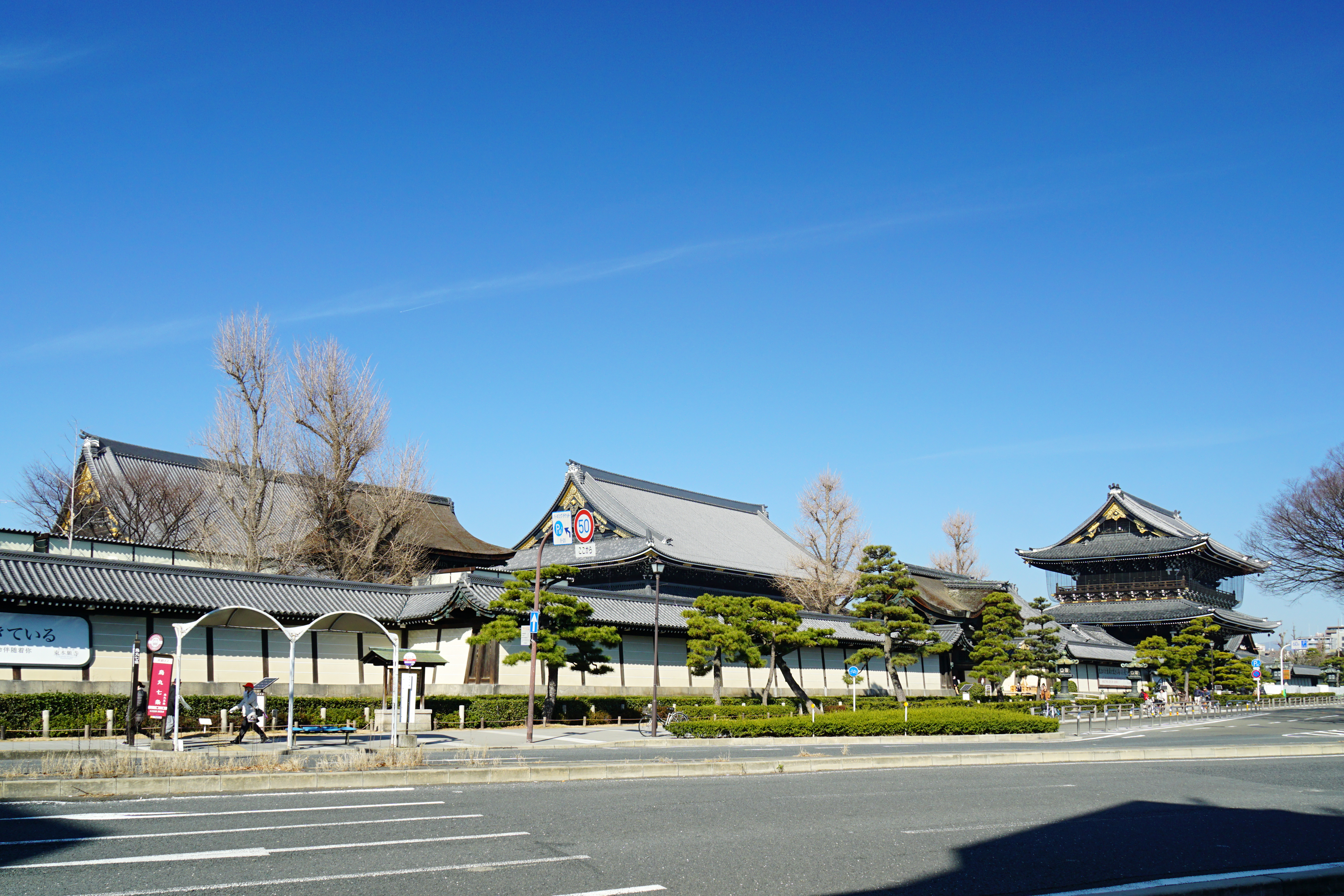

Hongan-ji (本願寺, lit. "el templo del voto original") es el nombre de una serie de templos budistas a lo largo de la historia de Japón. Sin embargo, hace referencia principalmente a una pareja de templos, que anteriormente fueron uno solo, en Kioto.
Forma parte del conjunto de Monumentos históricos de la antigua Kioto (ciudades de Kioto, Uji y Otsu) declarados Patrimonio de la Humanidad por la Unesco en el año 1994.

## Historia
Hongan-ji fue establecido como templo en el 1321, sobre el mausoleo de Otani, donde Shinran, el fundador de la secta budista Jodo Shinshu fue enterrado. Kakunyo fue el primer monje jefe de Hongan-ji, y se dedicó a la alabanza del Buda Amida. Hongan-ji ganó por primera vez poder e importancia en el siglo XV, cuando Rennyo se convirtió en el octavo monje jefe. La secta Tendaishū, que tenía su base en el monte Hiei, vio esta expansión como una amenaza y atacó a Hongan-ji tres veces por medio de sus monjes guerreros. Rennyo huyó a Yoshizaki, donde fundó la secta Ikkō-ikki.
Durante el período Sengoku, temiendo el poder de los monjes de Hongan-ji, Oda Nobunaga intentó destruirlo. Durante diez años, asedió el Ishiyama Hongan-ji en Osaka, una de las dos principales fortalezas-templo de la secta Ikko. En 1604, inmediatamente después de que Tokugawa Ieyasu fuera nombrado Shōgun, dictó que Hongan-ji fuera dividido en dos. Kyonyo, el duodécimo monje jefe de Hongan-ji se convirtió en el primero del Higashi Hongan-ji, mientras Junyo se convirtió en el monje jefe de Nishi Hongan-ji.
Durante la restauración Meiji en la década de 1860, el gobierno trazó nuevas líneas para la gestión de las organizaciones religiosas. A una de ellas, llamada Shinshu Otani, le fue asignado el control de Higashi Hongan-ji.
En 1987, el templo fue rebautizado como Shinshu Honbyo, o nuevo mausoleo budista, y su propósito fue revertido al propio de un mausoleo. Aunque el templo ya no es por lo tanto, oficialmente, Higashi Hongan-ji, la mayoría le sigue llamando de esta forma. Los edificios no han sufrido modificaciones ni han sido trasladados, y por supuesto la importancia histórico-cultural y religiosa del emplazamiento no puede ser cambiada. En 1996, un nuevo Higashi Hongan-ji fue establecido en el área de Higashiyama en Kioto por Otani Kohrin el 25 monje jefe.

## Nishi Hongan-ji
El Nishi Hongan-ji (西本願寺), al igual que Higashi Hongan-ji, incluye un enorme Goei-do (護衛堂, salón del fundador)
y un más pequeño Amida-do (阿弥陀堂, salón del Buda) que alberga una imagen de Buda. El kura (倉, almacén) reúne varios tesoros nacionales, la mayor parte de los cuales no se encuentran a la vista del público. El shoin (書院, salón de estudio) es también bastante famoso: está dividido en dos secciones, el shiroshoin (sala de estudio blanca) y el kuroshoin (sala de estudio negra). El kuroshoin nunca abré al público, pero el shiroshoin abré sus puertas dos veces al mes.
Nishi Hongan-ji contiene también un hiunkaku (悲運角, amplio pabellón de té), y dos escenarios de Nō (uno de los cuales presume de ser el más viejo que se conserva), y los jardines de Kokei.

## Higashi Hongan-ji
La enorme puerta del Goei-do de Higashi Hongan-ji es a menudo una de las primeras cosas que se pueden ver al caminar en dirección norte de las estación de Kioto de JR. Prácticamente idéntico en cuanto a la disposición a Nishi Hongan-ji, también incluyen un Amida-do, y un Goei-do más grande. El Goei-do en Higahshi Hongan-ji data de 1895 y se disputa junto a otras estructuras el título de edificio de madera más grande del mundo.
A unas pocas manzanas desde los terrenos principales de Higashi Hongan-ji se encuentra el jardín de Shosei-en, en propiedad del templo. El poeta y estudioso Ishikawa Jozan y el arquitecto Kobori Enshu se dice que contribuyeron a su diseño en el siglo diecisiete.

## Otros templos del mismo nombre
- Tsukiji Hongan-ji, en Tokio.
- Ishiyama Hongan-ji, destruido en el 1580, hoy en día el lugar donde se encuentra el castillo de Osaka.
- Yamashina Hongan-ji